# Tear in My Heart
"Tear in My Heart" to drugi singiel amerykańskiego duetu muzycznego Twenty One Pilots z albumu Blurryface (2015), wydany 14 kwietnia 2015 roku przez Fueled by Ramen. Piosenka została napisana przez Tylera Josepha.
Nagranie w Polsce uzyskało status platynowej płyty.

## O utworze
Utwór jest utrzymany w koncepcji indie popu (szczególnie pod względem wokali, syntezatorów i pianina) i rocka (dotyczy to perkusji, gitary basowej) z elementami pop rocka.

## Lista utworów
- Tear in My Heart - 3:08

## Twórcy utworu

### Twenty One Pilots
- Tyler Joseph – wokal, pianino, syntezator, gitara, programowanie
- Josh Dun – perkusja, instrumenty perkusyjne, chórki

### Pozostali twórcy
- Ricky Reed – gitara basowa